# Храм Введения во храм Пресвятой Богородицы (Введенка)
Церковь Введения во храм Пресвятой Богородицы — православный храм в селе Введенка Хлевенского района Липецкой области. Относится к Липецкой епархии. Является памятником истории и культуры.

## История
Первое упоминание о деревянной церкви в селе Введенка относится к 1676 году, от названия храма произошло название села.
В 1867 году каменный храм с колокольней был возведён на месте бывшей церкви, построенной в 1732 году. Церковь владела 48,5 десятинами пахотной земли. Подцерковными считались два дома; в каменном находилось училище. По данным 1884 года, число прихожан насчитывало 840 лиц; на то время храм считался приписным к Троицкой церкви села Гнилуша.
По данным 1900 года, церкви принадлежало 42 десятины земли, к ней же относилось 317 дворов с 1125 лицами мужского пола и 1121 лицами женского пола. К причту относились священник Путилин Александр Владимирович, диакон Данилов Иаков Иосифович, псаломщик Архипов Семён Феофилантович.
В советские годы храм был закрыт. В 1997 году храм был передан Липецкой епархии. Стараниями местного уроженца предпринимателя Алексея Юрова храм был восстановлен; росписями занимался художник Николай Ушаков.